# Geraldia recessata
Geraldia recessata är en tvåvingeart som beskrevs av Barraclough 1992. Geraldia recessata ingår i släktet Geraldia och familjen parasitflugor. Inga underarter finns listade i Catalogue of Life.